# Куанкудук
Куанкудук (каз. Қуанқұдық) — село в Шардаринском районе Туркестанской области Казахстана. Входит в состав сельского округа Кауысбека. Код КАТО — 516457500.

## Население
В 1999 году население села составляло 431 человек (220 мужчин и 211 женщин). По данным переписи 2009 года, в селе проживали 332 человека (165 мужчин и 167 женщин).